# Skaftafellsfjöll
Skaftafellsfjöll är en bergskedja i republiken Island. Den ligger i regionen Austurland, 230 km öster om huvudstaden Reykjavík.